# Oligia ambiguella
Oligia ambiguella är en fjärilsart som beskrevs av Fletcher 1961. Oligia ambiguella ingår i släktet Oligia och familjen nattflyn. Inga underarter finns listade i Catalogue of Life.